# 1673 en France
Chronologie de la France
- 1669
- 1670
- 1671
- 1672
- 1673
- 1674
- 1675
- 1676
- 1677

Cette page concerne l’année 1673 du calendrier grégorien.

## Événements
- 10 février :
  - affaire de la régale (1673-1693) qui oppose Louis XIV et le clergé gallican au pape. Le droit de régale permettait au roi d’encaisser les bénéfices de certains évêchés en cas de vacance. Le roi décide d’étendre la régale à tous les évêchés français, en particulier aux méridionaux. Les évêques Pavillon, d’Alet, et Caulet, de Pamiers font appel à Rome, dont les interventions restent sans effets[1].
  - la dernière comédie écrite par Molière, Le Malade imaginaire, une comédie-ballet, est représentée pour la première fois au théâtre du Palais-Royal par la troupe de Molière[2].
- 17 février : mort de Jean-Baptiste Poquelin, dit Molière,  à l'issue de la quatrième représentation du Malade imaginaire. Il est inhumé sans service religieux le 21 février[3].
- 24 février : déclaration royale limitant le droit de remontrance des Parlements. Les cours supérieures doivent enregistrer immédiatement et automatiquement les actes royaux[4].
- 19 mars : une déclaration rend obligatoire l’usage des formules imprimées et frappées du timbre pour les actes civils, judiciaires, quittances particulières, commissions, nominations, etc. Face aux multiples réclamations, elle est abrogée par un édit d’avril 1674 qui remplace les formules par des papiers revêtus uniquement de l’empreinte d’un timbre[5].
- Mars : ordonnance de Commerce élaborée avec les juridictions consulaires et les jurandes des grandes villes marchandes, et rédigée principalement par Jacques Savary. Ébauche de la rédaction d’un code du commerce en France[6].
- 29 juin : prise de Maastricht par la France[7].
- 21 août : combat naval au Texel[7]. Victoire de la Hollande (De Ruyter) contre la flotte franco-britannique.
- 20 décembre : le duc du Maine est légitimé[8].
- 27 décembre : première vision de Marguerite-Marie Alacoque au couvent de la Visitation de Paray-le-Monial[9].